# 핑크 팬더 (1963년 영화)
《핑크 팬더》(영어: The Pink Panther)는 1963년 제작된 미국의 코미디 영화이다. 블레이크 에드워즈가 감독과 공동각본을 맡았다. 동명 캐릭터가 오프닝 크레딧 씬에 등장한다. 2010년 미국 국립영화등기부에 등재되었다.

## 출연

### 주연
- 피터 셀러스
- 데이빗 니븐
- 캐푸시느

### 조연
- 로버트 와그너
- 클라우디아 카르디날레
- 브렌다 드 밴지
- 콜린 고든
- 존 르 메주리어
- 제임스 랜피어
- 마이클 트러브쇼우
- 마틴 밀러
- 프랜 제프리즈

## 기타
- 협력프로듀서: 딕 크로킷
- 의상: 이브 생 로랑